# Bloedita
La bloedita o astracanita es un mineral de la clase 7 de los minerales sulfatos.
Fue descubierto por vez primera, y descrito, en 1821 en Ischler en Bad Ischl, Gmunden, en Austria por Johann Friedrich John (1782–1847), y nombrado en reconocimiento del químico alemán  Karl August Blöde (1773–1820). que lo estudió en la sal marina.

## Formación y yacimientos
Es un mineral común de encontrar en los depósitos de sales oceánicas evaporitas, en los depósitos de sales lacustres, así como en los depósitos de nitratos en las regiones áridas.